# Erik-Jan Zürcher

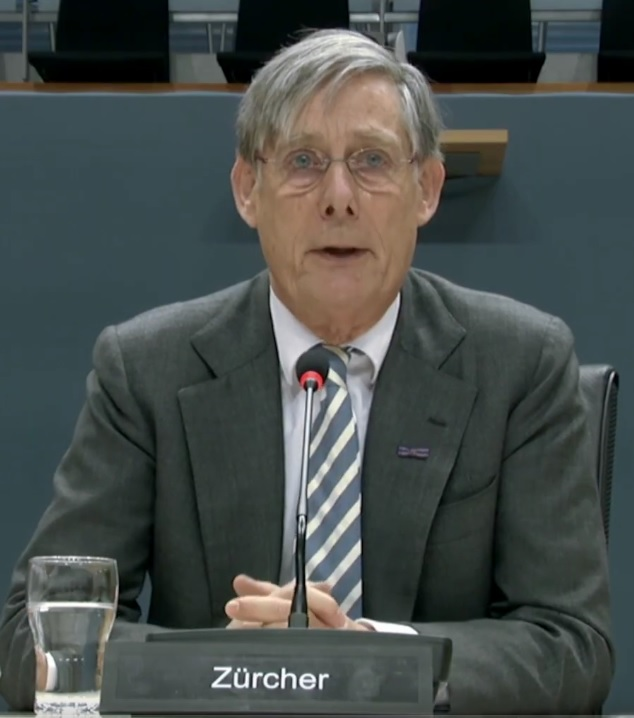
Erik-Jan Zürcher

Erik-Jan Zürcher (ur. 1953) – holenderski historyk, turkolog.

## Życiorys
Jest jedynym synem światowej sławy sinologa Erika Zürchera (1928–2008). Absolwent uniwersytetu w Lejdzie (1974), doktorat tamże w 1984. Od 1977 wykłada na Uniwersytecie im. Radbouda w Nijmegen. Jest uznanym autorytetem w historii i teraźniejszości Turcji. 

## Wybrane publikacje
- The Unionist Factor. The Role of the Committee of Union and Progress in the Turkish National Movement (1905-1926), Leiden: Brill, 1984
- Political Opposition in the Early Turkish Republic. The Progressive Republican Party (1924-1925), Leiden: Brill, 1991
- Turkey: a Modern History, London: I.B. Tauris, 1993
- The Young Turk Legacy and Nation Building, London: I.B. Tauris, 2010

## Publikacje w języku polskim
- Turcja : od sułtanatu do współczesności, tł. Anna Gąsior-Niemiec, Kraków: Wydawnictwo Uniwersytetu Jagiellońskiego 2013.